# کوه یونایتد استیتز
کوه یونایتد استیتز (به انگلیسی: United States Mountain) یک کوه در ایالات متحده آمریکا است که در شهرستان اورای، کلرادو واقع شده‌است. کوه یونایتد استیتز ۳٬۹۷۳٫۴۲ متر بالاتر از سطح دریا واقع شده‌است.